# Alberto Piotti
Alberto Daniel Piotti (7 de junio de 1951) es un abogado y exjuez federal argentino, que además se desempeñó como diputado nacional entre los años de 1991 a 1994. Igualmente, ejerció funciones como Ministro de Seguridad y Secretario General del Gobierno de la provincia de Buenos Aires.
Comenzó sus estudios de abogacía en Facultad de Derecho y Ciencias Políticas de la Universidad Católica Argentina (UCA), en el año 1969 obteniendo en diciembre de 1974 el título de abogado. Entre 1975 y 1976, cursó la licenciatura en Criminología en la Facultad de Derecho y Ciencias Sociales de la Universidad de Buenos Aires (UBA). Se graduó como abogado especialista en Derecho Penal en la Universidad del Salvador (USAL), en el año 1978. 
Durante los primeros años de su carrera profesional, desempeñó cargos administrativos en todos los estamentos de la Justicia Nacional Criminal, a partir del 1970. Ocupó sucesivamente los cargos de secretario, fiscal federal y juez federal en lo Criminal y Correccional.
En 1985 publicó un libro en coautoría con Alberto Ángel Fernández denominado Defensa de la democracia. Nuevo enfoque sobre los delitos que atentan contra el orden constitucional y la vida. 
Siendo fiscal federal durante 1984-1985 tuvo una exitosa actuación en el juicio de extradición de Luis Arce Goméz a territorio estadounidense. En este sonado caso, le correspondió probar ante los tribunales argentinos, la validez del reclamo de la justicia de Estados Unidos. Luis Arce Gómez recibió una condena de treinta años de prisión dictada por una corte penal del condado de Dade- Miami (Florida) por asociación ilícita, narcotráfico y otros delitos afines.
Como titular del Juzgado Federal de San Isidro, Piotti intervino en causas de trascendencia institucional como los alzamientos militares –“Carapintadas"- de Semana Santa (1987) , Monte Caseros (1988) y Villa Martelli (1989).
Se desempeñó como diputado nacional por la provincia de Buenos Aires entre 1991 y 1994. Integró la Comisión Bicameral que elaboró el proyecto que dio origen a la Ley 24.309 (Declaración de la necesidad de reforma Constitucional) actuando en la sesión parlamentaria como miembro informante por la mayoría. Se desempeñó como redactor de los Acuerdos para la Reforma de la Constitución Nacional que en la historia argentina pasaron a denominarse “Pacto de Olivos”.
Piotti tuvo una participación destacada en sonados casos y posteriores juicios de la escena penal argentina como lo fueron el  del denominado Clan Puccio y  el del ex administrador de la aduana argentina Juan Carlos Delconte.
,
También se ha destacado en la labor docente como profesor de Derecho Penal y Procesal Penal en la Asociación de Magistrados y Funcionarios de la Justicia Nacional, en la Universidad de Buenos Aires y en la Pontificia Universidad Católica Argentina.
Desde el año 1999, es socio integrante del Estudio Jurídico "Piotti, Mazzaglia & Asoc.”
Se desempeñó, a su vez, desde 2014, como abogado externo del Club Atlético River Plate (Asociación Civil), encontrándose a cargo de todos los asuntos judiciales que en materia penal y contravencional pudieren involucrar a la institución tanto, en la justicia federal como provincial y/o de la Ciudad Autónoma de Buenos Aires.
En 2015 y 2016 ejerció como interventor judicial en la Asociación de Fútbol Argentino (AFA) en el marco de la causa por malversación de caudales públicos y administración fraudulenta que tramita por ante el Juzgado Federal N° 1 a cargo de María Servini de Cubría.
Desde el 27 de abril de 2022 es miembro integrante de la Junta Promotora de la Confederación ENCUENTRO REPUBLICANO FEDERAL  (EXPTE CNE 4755/2022), cuyas autoridades son el Dr. Miguel Ángel PICHETTO como presidente y el Ing. Ramón PUERTA y el Dr. Juan Carlos ROMERO  como vicepresidentes
En la actualidad se desempeña como Apoderado Judicial y Electoral del partido ENCUENTRO REPUBLICANO FEDERAL (orden nacional) que integra la coalición JUNTOS POR EL CAMBIO